# Watts (Oklahoma)
Watts – miasto w Stanach Zjednoczonych, w stanie Oklahoma, w hrabstwie Adair.